# Coming Over
"Coming Over" é o segundo CD single japonês do grupo masculino sino-coreano Exo, lançado em 7 de dezembro de 2016 pela Avex Trax. Ele é composto em três canções, incluindo um single de mesmo nome.

## Antecedentes e lançamento
Em 7 de setembro, EXO anunciou através de um vídeo que eles lançariam seu segundo single japonês em dezembro, intitulado Coming Over, este contendo três faixas japonesas originais. Em 7 de outubro, a música completa foi disponibilizada no Japão, e foi reproduzida mais de 100.000 vezes nas 12 horas antes do fim do evento promocional. Em 17 de novembro, foi lançado uma versão curta do vídeo musical, seguido do lançamento oficial do single em 7 de dezembro.

## Performance comercial
"Coming Over" vendeu mais de 150.000 álbuns físicos no Japão em sua primeira semana de vendas, fazendo do EXO o primeiro artista internacional a ter dois álbuns single japoneses consecutivos com mais de 100.000 cópias vendidas em sua primeira semana de vendas. O single Coming Over também alcançou a 41ª posição na Parada Anual de 2016 da Oricon, esta sendo a posição mais alta alcançada por uma canção sul-coreana.

## Lista de faixas
※ Faixas em negrito identificam os singles do álbum.
| Lista de faixas |                            |                          |                                                           |         |  |
| N.º             | Título                     | Letras                   | Música                                                    | Duração |  |
| 1.              | "Coming Over"              | Amon Hayashi (Digz Inc.) | Andreas Öberg Darren Smith Drew Ryan Scott Sean Alexander | 3:21    |  |
| 2.              | "Tactix"                   | Kamikaoru (カミカオル)   | Hanif Sabzevari Daniel Kim                                | 3:43    |  |
| 3.              | "Run This"                 | Amon Hayashi (Digz Inc.) | Mark Alvin Thompson David Anthony Eames                   | 3:23    |  |
| 4.              | "Coming Over" (Less Vocal) |                          | Andreas Öberg Darren Smith Drew Ryan Scott Sean Alexander | 3:21    |  |
| 5.              | "Tactix" (Less Vocal)      |                          | Hanif Sabzevari Daniel Kim                                | 3:43    |  |
| 6.              | "Run This" (Less Vocal)    |                          | Mark Alvin Thompson David Anthony Eames                   | 3:23    |  |
| Duração total:  | Duração total:             | Duração total:           | Duração total:                                            | 20:54   |  |

## Desempenho nas paradas
| Parada (2016)                       | Melhor posição |
| ----------------------------------- | -------------- |
| Japão (Oricon)                      | 2              |
| Japan Hot 100 (Billboard)           | 3              |
| Parada Digital Internacional (Gaon) | 15             |

| Parada (2016)  | Melhor posição |
| -------------- | -------------- |
| Japão (Oricon) | 5              |

| Parada (2016)  | Melhor posição |
| -------------- | -------------- |
| Japão (Oricon) | 41             |

## Vendas
| Região               | Vendas   |
| -------------------- | -------- |
| Japão (Oricon)       | 157,003+ |
| Coreia do Sul (Gaon) | 15,431+  |

## Histórico de lançamento
| Região        | Data                  | Formato             | Gravadora          |
| ------------- | --------------------- | ------------------- | ------------------ |
| Japão         | 7 de dezembro de 2016 | CD Download Digital | Avex Trax          |
| Mundialmente  | 7 de dezembro de 2016 | Download Digital    | Avex Trax          |
| Coreia do Sul | 4 de janeiro de 2017  | Download Digital    | S.M. Entertainment |